# Leo Kierkels
Leo Petrus Gerardus Kierkels (Baexem, 12 december 1882 – Rome, 7 november 1957) was een Nederlands rooms-katholiek geestelijke.
Hij was de eerste zoon van Laurentius Kierkels en Catharina Hubertina Ronckers. Op jonge leeftijd verhuisde hij naar Haelen.
Op 23 mei 1899 werd hij te Ere (België) bij Doornik als frater Leo geprofest in de congregatie der Passionisten. De priesterwijding ontving hij op 22 december 1906 te Brugge waarna hij te Baexem zijn eerst mis opdroeg. Hij voltooide zijn studies te Rome en werd aangesteld als professor in de filosofie aan het internationaal studiehuis van de Passionisten te Rome. In 1915 werd hij aangesteld als algemeen Secretaris en in 1920 als generaal-procurator. In 1925 werd hij gekozen tot generaal van de Congregatie van de Passionisten. Hij werd op 26 april 1931 te Rome door kardinaal van Rossum tot bisschop gewijd, waarbij hij als wapenspreuk koos: "Quae sursum sunt, quaerite" ('Zoekt de dingen die van boven zijn', een tekst uit de Brief aan de Kolossenzen). Op 22 december 1956 bij de viering van zijn 50-jarig priesterfeest werd hij onderscheiden als Commandeur in de Orde van Oranje Nassau.
Kierkels werd in 1931 door paus Pius XI benoemd tot titulair aartsbisschop van Salamina.In 1948 benoemde paus Pius XII hem tot internuntius in India, waar hij tot 1952 zou blijven. Hij was bevriend met Pandit Nehru en andere grootheden, hindoes zowel als moslims. 
In Baexem (Gemeente Leudal) is een plein naar hem vernoemd, het Mgr. Kierkelsplein.